# Fotos (revista)
Fotos fue una revista ilustrada de tirada semanal, publicada en España entre 1937 y 1963.

## Historia
Fue creada en plena Guerra civil, bajo el subtítulo «Semanario gráfico de Reportajes». Su primer número salió el 25 de febrero de 1937, en San Sebastián. Estuvo dirigida inicialmente por Manuel Fernández-Cuesta Merelo, que también era fundador de la misma. Aunque era una revista gráfica de información general, su línea editorial estaba claramente marcada por las doctrinas nacionalsindicalistas. Hasta abril de 1937 la revista se centró de forma notable en la glorificación de Manuel Hedilla, uno de los líderes falangistas, antes de su caída en desgracia. Su formato —de 26x38 cm— y su número de páginas —unas cuarenta— pronto le dieron una gran difusión en la zona sublevada. De publicación semanal, sus primeros números costaban 40 céntimos. En su momento, llegó a ser uno de los semanarios de Falange más leídos.
Fotos y otras revistas ilustradas acabaron ocupando el espacio dejado por la antigua prensa gráfica española anterior a la guerra civil, como era el caso de la desaparecida Mundo Gráfico. Tras el final de la contienda, en 1940 trasladó su sede a Madrid. En sus primeros años de existencia, las informaciones referentes a la Alemania nazi y la Italia fascista constituyeron buena parte de su contenido de la revista. Durante los años de la Segunda Guerra Mundial, Fotos se convirtió en uno de los principales estandartes de la propaganda nazi en la España franquista. Sin embargo, a partir de 1944 —coincidiendo con el cambio de rumbo de la guerra mundial— la revista abandonó drásticamente esta retórica. En adelante, sus contenidos se centraron más en cuestiones superficiales, abundando las noticias de sociedad y espectáculos. Al igual que otras publicaciones similares de Falange, como Vértice o Destino, formó parte de la cadena de Prensa del Movimiento.
Continuó editándose hasta 1963, fecha en que desapareció. La revista 7 Fechas, también editada por el Movimiento, ocupó el espacio dejado por Fotos.

## Directores
Por la dirección de Fotos pasaron, entre otros, Manuel Fernández-Cuesta, Bartolomé Mostaza, Fernando Castán Palomar, Manuel Casanova, Jesús Suevos, etc.